# Harpedane
Das Haus Harpedane ist ein französisches Adelsgeschlecht, das erstmals zu Beginn des 14. Jahrhunderts auftritt. Im Dienst erst der englischen, dann der französischen Könige kam die Familie zu Einfluss, durch Ehen auch zu Besitz.
Jean I. de Harpedane war Constabler von England, bevor er die Seiten wechselte und sich nicht nur Karl VI. anschloss, sondern auch durch seine Ehe mit Jeanne de Clisson sowohl Verbindung zum Haus Clisson knüpfte, als auch in den Besitz der Herrschaft Belleville-sur-Vie kam. Jean III. de Harpedane heiratete eine uneheliche Tochter von Karl VI. und Odette de Champdivers.
Das von Jean I. erworbene Belleville wurde für die Familie namengebend. Jean II. de Harpedane wurde bereits Jean de Belleville genannt, nach einigen Generationen wurde der Name Harpedane dann ganz abgelegt und durch Belleville ersetzt.

## Stammliste
- Jean de Harpedane, englischer Ritter, 1318 bezeugt; ⚭ Catherine, Tochter von Guy Senechal, Seigneur de Dienne et de Mortemer, und Sibylle de Gourville

1. Jean I. de Harpedane, † vor 1406, Constabler von England, später Kammerherr Karls VI., dann Capitaine général im Périgord; ⚭ Jeanne de Clisson, Dame de Belleville, Tochter von Olivier IV. de Clisson, Sire de Clisson (Haus Clisson), und Jeanne de Belleville
  1. Jean II. de Harpedane, dit de Belleville, Seigneur de Belleville et de Saint-Hilaire, kauft 1415 Cosnac-sur-Gironde und Mirambeau; ⚭ I Jeanne de Mussidan; ⚭ II Jeanne de Penthièvre
    1. (I) Jean III. de Harpedane, Ritter, Seigneur de Belleville, Cosnac, Mirambeau, Montagut; ⚭ I Marguerite de France, uneheliche Tochter von König Karl VI. und Odette de Champdivers (Stammliste der Valois); ⚭ II 1458 Jeanne de Blois, Tochter von Jean I. de Châtillon, † 1404, Comte de Penthièvre (Haus Châtillon)  und Marguerite de Clisson (Haus Clisson)
      1. (I) Louis de Harpedane, Ritter, Seigneur de Belleville et de Montagut; ⚭ 1455 Marguerite de Culant, Dame de Montmorillon, Tochter von Charles de Culant, Seigneur de Culant etc., Militärgouverneur von Paris, Großmeister der Artillerie von Frankreich
      2. (I) Gilles de Harpedane, genannt de Belleville, Ritter, Seigneur de Cosnac; ⚭ Guillemette de Luxembourg, Witwe von Amé II. de Sarrebruck-Commercy, Graf von Roucy, Tochter von Thibaut de Luxembourg, Seigneur de Fiennes et d’Armentières (Haus Luxemburg-Ligny), und Philippe de Melun-Epinoy
        1. Jean, Seigneur de Belleville 1480; ⚭ Catherine de Sainte-Flayve
          1. Claude de Belleville, * 1507, † 1563, Comte de Cosnac, Seigneur de Sigournay, de Sainte-Flayve et de Chantonnay; ⚭ I 1541 Jeanne de Durfort-Duras, ⚭ II 1553 Françoise de Leffe
            1. Charles, * um 1540, † 1583, Seigneur de Belleville; ⚭ Marie Claude de Rochechouart-Barbazan, Dame de Saint-Amand (Haus Rochechouart)
            2. Philippe de Belleville, Comte de Cosnac 1543; ⚭ Marguerite de Durfort-Duras
              1. Claude de Belleville, * 1560, † 1587, Seigneur de Belleville

          2. Françoise, Dame de Mirambeau, ⚭ Jacques II. de Pons, Baron de Mirambeau (Haus Pons)